# Hamburg Speedway
L'Hamburg Speedway era un circuito situato a Hamburg, nello stato di New York, nella zona dove oggi si tiene l'Erie County Fair. Il tracciato fu uno dei primi ad ospitare eventi NASCAR.

## Storia
I primi eventi importanti organizzati sul tracciato furono coordinati dall'American Automobile Association che tra il 1946 e il 1948 sanzionò quattro gare. La NASCAR si recò all'Hamburg Speedway per la quinta gara della sua stagione inaugurale, nel 1949, richiamando oltre 11.000 spettatori, gara che fu poi vinta da Jack White.
Nel 1950, la NASCAR organizzò la sua prima gara di 500 miglia, la Southern 500 al Darlington Raceway, che delineò un nuovo standard per le gare sanzionate dalla società, tracciati minori come l'Hamburg Speedway sparirono dal calendario. Il circuito rimase aperto per altri quarant'anni, ospitando gare automobilistiche e motociclistiche, prima di chiudere nel settembre 1997.

## Albo d'oro

### NASCAR
Tutti i vincitori erano  americani
| Stagione | Data         | Pilota      | Costruttore | Distanza |
| -------- | ------------ | ----------- | ----------- | -------- |
| 1949     | 18 settembre | Jack White  | Lincoln     | 100 mi   |
| 1950     | 27 agosto    | Dick Linder | Oldsmobile  | 100 mi   |